# Кара (Румунія)
Кара (рум. Cara) — село у повіті Клуж в Румунії. Входить до складу комуни Кожокна.
Село розташоване на відстані 314 км на північний захід від Бухареста, 13 км на схід від Клуж-Напоки.

## Населення
За даними перепису населення 2002 року у селі проживала 751 особа.
Національний склад населення села:
| Національність | Кількість осіб | Відсоток |
| -------------- | -------------- | -------- |
| румуни         | 613            | 81,6%    |
| цигани         | 73             | 9,7%     |
| угорці         | 65             | 8,7%     |

Рідною мовою назвали:
| Мова      | Кількість осіб | Відсоток |
| --------- | -------------- | -------- |
| румунська | 650            | 86,6%    |
| угорська  | 61             | 8,1%     |
| циганська | 40             | 5,3%     |